# Hierarchikus közigazgatási felosztási kódok
A hierarchikus közigazgatási felosztási kódok (HASC, angolul:Hierarchical administrative subdivision codes) azon kódokat jelölik, melyek az országok közigazgatási egységeit jelentik, mint például az államok, a tartományok és a régiók. Ezeket az "Administrative Subdivisions of Countries: A Comprehensive World Reference, 1900 Through 1998" című könyvben definiálták, melyet Gwillim Law írt.
A kódok ábécérendben követik egymást és minden esetben ugyanolyan hosszúságúak. 
```
DE.NW - 
Észak-Rajna-Vesztfália

DE.NW.DM - Regierungsbezirk 
Detmold
```

## Fordítás
Ez a szócikk részben vagy egészben  a   Hierarchical administrative subdivision codes című angol Wikipédia-szócikk ezen változatának fordításán alapul.  Az eredeti cikk szerkesztőit annak laptörténete sorolja fel. Ez a jelzés csupán a megfogalmazás eredetét és a szerzői jogokat jelzi, nem szolgál a cikkben szereplő információk forrásmegjelöléseként.